# Arthur Moritz (Maler)
Arthur Moritz (auch Artur Moritz; * 13. April 1893 in Oschatz; † 4. Januar 1959 in Pesterwitz) war ein deutscher Maler.

## Leben
Moritz war der Sohn des Oschatzer Kupferschmiedemeisters Adolf Moritz. Er war zunächst Volksschullehrer in Oschatz, musste diese Tätigkeit aber wegen eines Ohrenleidens aufgeben. Danach begann er in Leipzig ein Studium an der Königlichen Akademie für graphische Künste und Buchgewerbe, das er abbrach. Von 1918 bis 1922 studierte er an der Kunstakademie Dresden bei Emanuel Hegenbarth. Ab 1932 war er wieder im Schuldienst, von 1933 bis 1942 als Lehrer in Obernaundorf. In der Zeit des Nationalsozialismus war Moritz obligatorisch Mitglied der Reichskammer der bildenden Künste. Es ist jedoch nur die Teilnahme an der Großen Dresdener Kunstausstellung 1943 bekannt.
Nach der Teilnahme als Soldat der Wehrmacht am Zweiten Weltkrieg und der Kriegsgefangenschaft arbeitete Moritz ab 1946 bis zu seinem Ableben als freischaffender Maler in Pesterwitz. Er betätigte sich vor allem als Tier- und Landschaftsmaler. Moritz war Mitglied des Verbandes Bildender Künstler der DDR.
Seit 1993 gibt es in Oschatz den Arthur-Moritz-Weg.

## Museen und öffentliche Sammlungen mit Werken Moritz‘ (mutmaßlich unvollständig)
- Dippoldiswalde:  Lohberger Museum[1]
- Dresden: Galerie Neue Meister[2]
- Freital: Städtische Sammlungen Freital auf Schloss Burgk
- Oschatz: Stadt- und Waagenmuseum[3]
- Sebnitz: Städtische Sammlungen

## Weitere Werke (Auswahl)
- Hereinholen (Aquarell; 1946 auf der Ausstellung „Heimat + Arbeit“ in Dippoldiswalde)[4]

## Weitere Ausstellungen (mutmaßlich unvollständig)

### Gruppenausstellungen nach 1945
- 1946: Dippoldiswalde („Heimat + Arbeit“)[4]

- 1948: Freiberg, Stadt- und Bergbaumuseum („3. Ausstellung Erzgebirgischer Künstler“)[5]

### Postume Personalausstellungen
- 1983: Freital, Haus der Heimat (mit Erich Fraaß und Friedrich Skade)
- 1985: Pirna, Galerie am Elbtor (Malerei und Grafik)
- 1988: Oschatz, Stadtmuseum
- 1989: Oschatz, Kleine Galerie an der Freiherr-vom-Stein-Promenade
- 2019: Oschatz, Stadthalle Thomas-Müntzer-Haus („Arthur Moritz – ein sächsischer Heimatmaler aus Oschatz“)